# Орден „Академични палми“
Орденът на академичните палми е държавно отличие на Франция, учредено през 1955 г.
То води началото си от почетен знак, създаден с декрет на Наполеон от 1808 г. Първоначално с него се награждават само университетски преподаватели и служители. По-късно с ордена се награждават и личности с непедагогически професии, които имат заслуги към образователната система, културата и френския език.
Орденът „Академични палми“ е трети по ранг във Франция след Ордена на Почетния легион и Националния орден за заслуги. Отличието има три степени: рицар, офицер, командор.
Носителите му членуват в създадената през 1962 г. Асоциация на членовете на Ордена на Академичните палми (АМОРА). Тази институция е под почетния патронаж на президента на Република Франция, на министъра на образованието и на Великия канцлер на Почетния легион. Тя има над 30 000 члена, сред които и много чужденци от 75 страни. Носители на ордена „Академични палми“ са и стотина българи.